# Magia tęczowych gwiazd
Magia tęczowych gwiazd (jap. ななついろ★ドロップス Nanatsuiro★Doroppusu) – japońska powieść wizualna wyprodukowana przez UNiSONSHIFT. Na jej podstawie powstała light novel napisana przez Tamakiego Ichikawę, dwie serie mangi oraz anime.

## Powieść wizualna
Nanatsuiro Drops jest grą przygodową z gatunku powieść wizualna dla dorosłych, która została wyprodukowana przez UNiSONSHIFT na system Windows i wydana 21 kwietnia 2006 roku. Ilustracje do gry wykonali Noizi Ito oraz Bero. Gra została później przeportowana przez MediaWorks na PlayStation 2 i wydana 20 września 2007 roku pod tytułem Nanatsuiro Drops Pure!!.
15 maja 2008 roku wydawnictwo ASCII Media Works wydało grę na Nintendo DS zatytułowaną Nanatsuiro Drops Touch de hajimaru hatsukoi monogatari (jap. ななついろ★ドロップス タッチではじまる初恋物語), której zawartość oparta jest na serii anime.

## Light novele
Na podstawie gry powstała light novel, również zatytułowana Nanatsuiro Drops (jap. ななついろ☆ドロップス Nanatsuiro doroppusu), która została napisana przez Tamakiego Ichikawę, a zilustrowana przez Noizi Ito. Pojedynczy tom został wydany przez Enterbrain 30 czerwca 2006 roku.
MediaWorks wydało także dwutomową light novelę zatytułowaną Nanatsuiro Drops Pure!! (jap. ななついろ★ドロップス Pure!!), która została napisana przez Kayę Akasakę i zilustrowana przez Yūki Takami i Noizi Ito. Pierwszy tom został wydany 10 września 2007 roku, natomiast drugi 10 maja 2008 roku.

## Manga
Adaptacja w formie mangi, również zatytułowana Nanatsuiro Drops (jap. ななついろ★ドロップス), została zilustrowana przez Yūki Takami. Kolejne rozdziały ukazywały się w miesięczniku Dengeki G’s Magazine wydawnictwa ASCII Media Works od listopadowego numeru w 2006 roku (wydanym 30 września). Wydawanie komiksu zostało w listopadzie 2007 roku przeniesione do nowo utworzonego dwumiesięcznika Dengeki G’s Festival! Comic. Ostatni rozdział ukazał się 26 czerwca 2010 roku w sierpniowym numerze tego magazynu.
Całość została skompilowana w sześciu tankōbonach i wydana w latach 2007–2010.
| Nr | Data wydania (język japoński) | ISBN (język japoński)  |
| -- | ----------------------------- | ---------------------- |
| 1  | 27 kwietnia 2007              | ISBN 978-4-8402-3869-4 |
| 2  | 27 września 2007              | ISBN 978-4-8402-4051-2 |
| 3  | 27 marca 2008                 | ISBN 978-4-8402-4255-4 |
| 4  | 27 września 2008              | ISBN 978-4-04-867319-8 |
| 5  | 18 grudnia 2009               | ISBN 978-4-04-868321-0 |
| 6  | 27 października 2010          | ISBN 978-4-04-868912-0 |

Powstała także druga seria mangi, zatytułowana Nanatsuiro Drops Pure!! (jap. ななついろ★ドロップス Pure!!), która była ilustrowana przez Sorahiko Mizushimę. Kolejne rozdziały ukazywały się w czasopiśmie Dengeki Comic Gao!, należącym do MediaWorks od 27 kwietnia 2007 roku aż do dyskontynuacji tego czasopisma – ostatni rozdział ukazał się 27 lutego 2008 roku. Rozdziały zostały później skompilowane w jednym tomie, który został wydany w listopadzie 2007 roku.

## Anime
12-odcinkowe anime zostało wyprodukowane przez studio Barcelona. Za reżyserię odpowiedzialny był Takashi Yamamoto.
W Polsce seria ta została wydana bezpośrednio na DVD, na dwóch płytach po sześć odcinków każda. Płyty zostały wydane z japońską ścieżką dźwiękową z dostępnymi polskimi napisami i lektorem, którym był Maciej Gudowski. Za dystrybucję odpowiedzialne jest Vision / Anime Gate.
| N/o | Tytuł                                                                         | Premiera (Chiba TV) |
| --- | ----------------------------------------------------------------------------- | ------------------- |
| 1   | Kolor przeznaczenia Unmei wa nani iro? (運命はなにいろ?)                      | 2 lipca 2007        |
| 2   | Kolorowe wspomnienia Ajisai iro no kioku (あじさい色の記憶)                   | 9 lipca 2007        |
| 3   | Złota gwiazda życzeń Kiniro negai hoshi (金いろ願い星)                        | 16 lipca 2007       |
| 4   | Kolory lata Natsu iro no pūrusaido (夏色のプールサイド)                       | 23 lipca 2007       |
| 5   | Rozgwieżdzone niebo Tokimeki iro no hoshizora (ときめき色の星空)              | 30 lipca 2007       |
| 6   | Zachód Słońca Yasashi-sa iro no yūyake (やさしさいろの夕焼け)                 | 6 sierpnia 2007     |
| 7   | Bursztynowe Gwiazdy Hachimitsu iro no tomadoi (はちみつ色のとまどい)          | 13 sierpnia 2007    |
| 8   | Skrzydła w kolorze szczęścia Shiawase iro no tsubasa (幸せいろの翼)           | 20 sierpnia 2007    |
| 9   | Smutek w kolorze beżu Kanashimi iro wa sandobēju (かなしみ色はサンドベージュ) | 27 sierpnia 2007    |
| 10  | Srebrna pełnia księżyca Giniro no mangetsu (ぎんいろの満月)                   | 3 września 2007     |
| 11  | Decyzja w kolorze łez Namida iro no kesshin (なみだ色の決心)                  | 10 września 2007    |
| 12  | Pierwsza miłość w kolorach tęczy Hatsukoi wa nanatsuiro (初恋はななついろ)    | 17 września 2007    |

## Powiązane
Wydawnictwo ASCII Media Works wydało 20 września 2007 roku książkę, która jest powiązana bezpośrednio z grą Nanatsuiro Drops Pure!!. Zawiera opisy pojawiających się w niej bohaterów, ilustracje postaci wykonane przez różnych autorów, słuchowisko, którego gośćmi są odtwórcy głównych ról w anime, a także komentarze obsady i ekipy produkcyjnej.